# Providencia (Guanajuato)
Providencia es una localidad del estado mexicano de Guanajuato. Es parte del municipio de Jaral del Progreso.

## Demografía
| Gráfica de evolución demográfica |
|                                  |

| Censo | Población |
| ----- | --------- |
| 1921  | 142       |
| 1930  | 57        |
| 1940  | 153       |
| 1950  | 489       |
| 1960  | 711       |
| 1970  | 780       |
| 1980  | 870       |
| 1990  | 1 212     |
| 2000  | 1 186     |
| 2010  | 1 173     |
| 2020  | 1 279     |